# Angustus Labyrinthus
Angustus Labyrinthus és una formació geològica de tipus labyrinthus a la superfície de Mart, localitzada amb el sistema de coordenades planetocèntriques a -81.16 ° latitud N i 298.59 ° longitud E, que fa 67.52 km de diàmetre. El nom va ser aprovat per la UAI el 13 de setembre de 2006 i fa referència a una característica d'albedo.